# Shifting Gears (TV-serie)
Shifting Gears är en amerikansk komediserie vars första säsong hade premiär på ABC den 8 januari 2025. Serien som består av 11 avsnitt är skapad av Mike Scully och Julie Thacker-Scully.

## Handling
Serien kretsar kring den buttre änklingen Matt (Tim Allen) som driver en verkstad för veteranbilar. När hans sedan länge frånvarande dotter (Kat Dennings) flyttar in med sina barn blir det början på en helt annan typ av renovering.

## Rollista (i urval)
- Tim Allen - Matt
- Kat Dennings - Riley
- Seann William Scott - Gabriel
- Daryl Chill Mitchell - Stitch
- Maxwell Simkins - Carter
- Barrett Margolis - Georgia
- Jenna Elfman - Eve Drake
- Brenda Song - Caitlyn